# Oxinasphaera matucana
Oxinasphaera matucana är en kräftdjursart som beskrevs av Bruce1997. Oxinasphaera matucana ingår i släktet Oxinasphaera och familjen klotkräftor. Inga underarter finns listade i Catalogue of Life.